# Yuh Nung Jan
Yuh Nung Jan (詹裕農; geb. 20. Dezember 1946 in Shanghai) ist ein taiwanisch-US-amerikanischer Neurophysiologe und Professor an der University of California, San Francisco.
Yuh Nung Jan und seine Ehefrau, Lily Jan, haben besondere Verdienste um die Erforschung der Proteinfamilie der Kaliumkanäle, die eine wichtige Rolle in der Erregbarkeit von Nervenzellen und Muskelzellen spielen. Forschungsgegenstand sind DNA-Sequenz, Struktur, Funktion und Regulation der Kaliumkanäle. Neuere Arbeiten befassen sich außerdem mit Calcium-aktivierten Chloridkanälen.

## Leben
Jan erwarb 1967 einen Bachelor an der National Taiwan University in Taipeh, 1970 einen Master und 1974 einen Ph.D. am California Institute of Technology (Caltech) in Pasadena, Kalifornien. 1971 heiratete er Lily Jan. Unter dem Einfluss von Max Delbrück wandten sich beide der Biologie zu. Jan arbeitete als Postdoktorand am Caltech (bei Seymour Benzer) und an der Harvard University in Cambridge, Massachusetts. 1979 wurde er Assistant Professor, 1983 Associate Professor an der University of California, San Francisco, 1985 erhielt er dort eine ordentliche Professur. Seit 1984 übernimmt er Forschungsarbeiten für das Howard Hughes Medical Institute (HHMI).

## Auszeichnungen (Auswahl)
- 1988: W. Alden Spencer Award
- 1996: Mitgliedschaft in der National Academy of Sciences
- 1998: Mitgliedschaft in der Academia Sinica
- 2007: Mitgliedschaft in der American Academy of Arts and Sciences
- 2009: Ralph-W.-Gerard-Preis
- 2011: Wiley Prize in Biomedical Sciences[2]
- 2012: Gruber-Preis für Neurowissenschaften
- 2019: Perl-UNC Neuroscience Prize